# Alpuyecancingo de las Montañas
Alpuyecancingo de las Montañas är en ort i Mexiko.   Den ligger i kommunen Ahuacuotzingo och delstaten Guerrero, i den sydöstra delen av landet, 200 km söder om huvudstaden Mexico City. Alpuyecancingo de las Montañas ligger 1 483 meter över havet och antalet invånare är 1 838.
Terrängen runt Alpuyecancingo de las Montañas är kuperad. Runt Alpuyecancingo de las Montañas är det glesbefolkat, med 18 invånare per kvadratkilometer. Närmaste större samhälle är Olinalá, 16,9 km nordost om Alpuyecancingo de las Montañas. I omgivningarna runt Alpuyecancingo de las Montañas växer huvudsakligen savannskog.